# Jack Savoretti

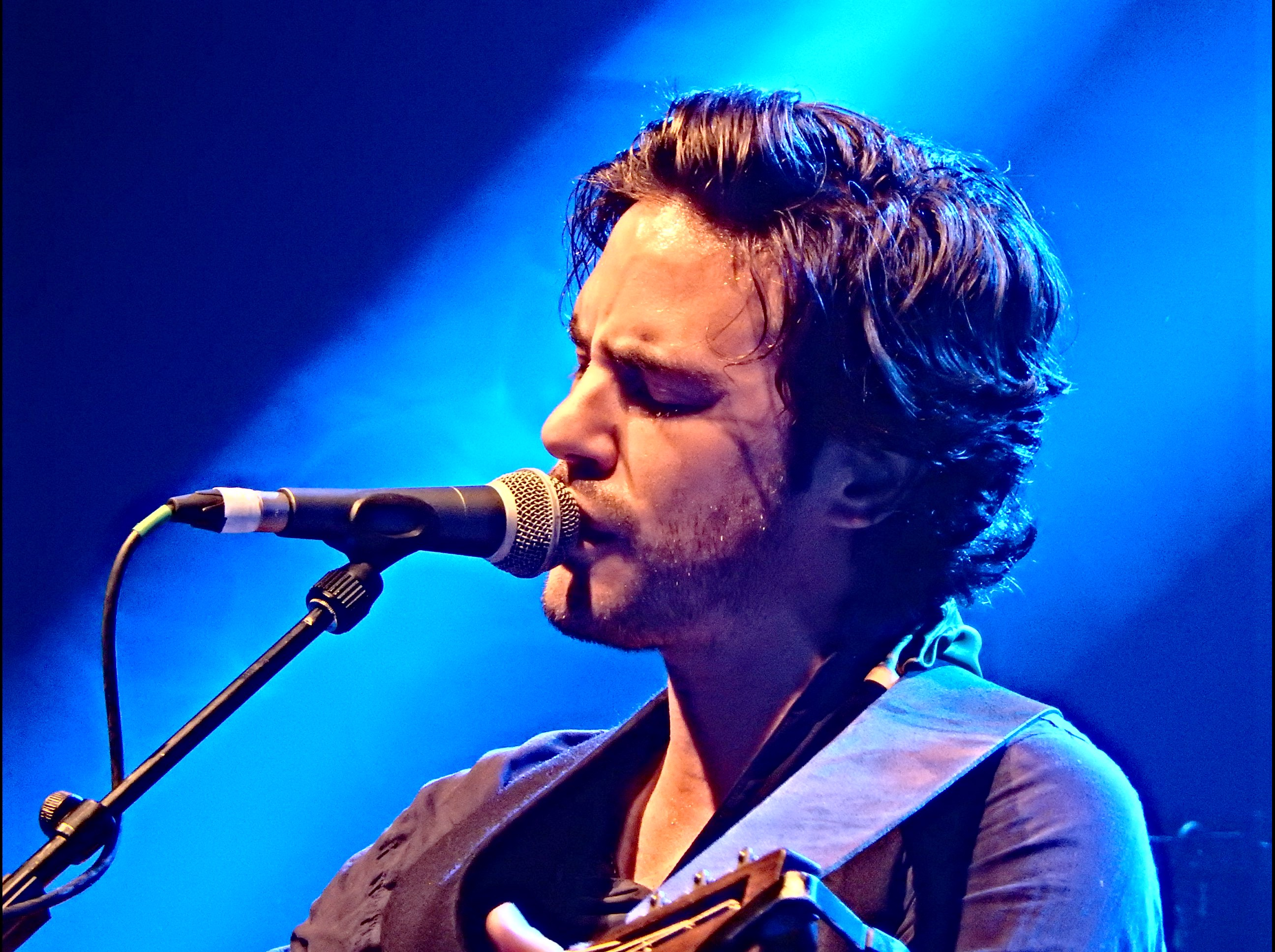
Savoretti, 2010

Giovanni Edgar Charles Galletto Savoretti, conocido como Jack Savoretti (Westminster, 10 de octubre de 1983) es un cantante británico.

## Biografía
De madre medio polaca, medio alemana y padre italiano, nació en Londres, donde se crio de niño. Se interesó por la poesía de adolescente y aprendió a tocar la guitarra con 16 años.
De adolescente, vivió en Lugano, donde estudió en la American School in Switzerland,  y más tarde vivió un tiempo en Estados Unidos antes de regresar a Inglaterra.
Sus abuelos paternos se escondieron en las montañas cerca de Génova en la Segunda Guerra Mundial. Su abuelo, formó parte de la Resistencia italiana que liberó la ciudad y tiene una calle en Génova dedicada a él.  
Jack Savoretti está casado con la actriz Jemma Powell. Viven en Oxfordshire con sus dos hijos y tienen una casa en Formentera, Baleares.

## Álbumes
- Between the Minds (2007)
- Harder Than Easy (2009)
- Before the Storm (2012)
- Written in Scars (2015)
- Sleep No More (2016)
- Singing to Strangers (2019)
- Europiana(2021)